# Wilhelm Heinrich Schüßler

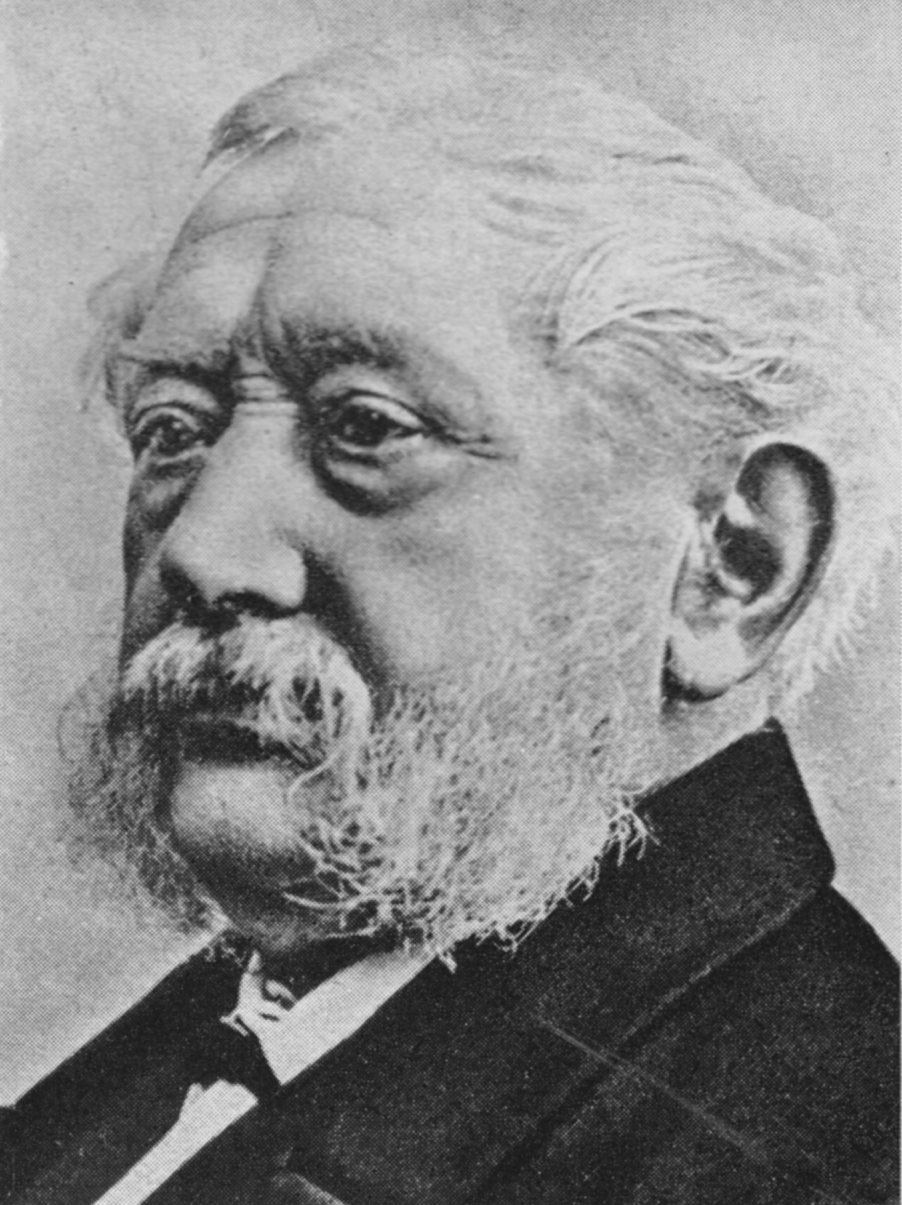
Wilhelm Heinrich Schüßler

Wilhelm Heinrich Schüßler (* 21. August 1821 in Zwischenahn; † 30. März 1898 in Oldenburg) war ein deutscher homöopathischer Arzt und der Begründer der „Biochemischen Heilweise“, der Therapie mit den sogenannten Schüßler-Salzen.

## Leben und Wirken
Schüßler wurde am 21. August 1821 in Bad Zwischenahn geboren, als 10-Jähriger kam er nach Oldenburg. Seine Eltern waren der Amtseinnehmer Heinrich Nicolaus Schüßler und Margarethe Catharina geb. Heddin. Er wuchs in bescheidenen Verhältnissen auf, erwarb sich aber dennoch umfassende Kenntnisse auf den verschiedensten Gebieten, insbesondere auf dem Gebiet der Sprachen. Neben Latein und Griechisch beherrschte er Französisch, Italienisch, Spanisch und Englisch – größtenteils im Selbststudium erlernt – vollkommen und befasste sich zeitweise mit Sanskrit.

### Ausbildung und Werdegang
Nach eigenen Angaben studierte Schüßler seit 1852 in Paris, Berlin sowie in Gießen Medizin, obwohl er für ein Studium mit fehlendem Abitur die Voraussetzung nicht erfüllte. Vermutlich wurde das Studium durch finanzielle Hilfe seines Bruders ermöglicht. Am 1. März 1855 wurde er von der Gießener Universität ohne Abgabe einer Dissertation, ohne Leistungsnachweise und in Abwesenheit zum Doktor der Medizin (Dr. med.) promoviert.
Anschließend studierte er in Prag, wo er unter anderem Vorlesungen über die Homöopathie besuchte. Der Antrag auf das medizinische Staatsexamen zur Erlangung der Berufserlaubnis als Arzt wurde 1855 abgelehnt, da Schüßler nicht nur keine ordentlichen Studienbelege bzw. eine Studiendauer von über 4 Jahren, sondern auch kein Abitur besaß. Daher holte er bis 1857 die Reifeprüfung am Alten Gymnasium in Oldenburg nach und erlangte damit schließlich die Zulassung zur Staatsprüfung am 14. August 1857.
Es ist nicht geklärt, ob Schüßler diese Prüfung knapp bestanden habe, und er deswegen in der Stadt Oldenburg (wo er tätig werden wollte) nur eine Konzession als homöopathischer Arzt erhielt. Andere Biographen sind der Ansicht, dass er durch das Staatsexamen durchgefallen sei. Er soll die Approbation schließlich doch erhalten haben, weil er sich verpflichtet habe, sich ausschließlich homöopathisch zu betätigen.
Ab 1858 arbeitete er als homöopathischer Arzt in Oldenburg, im Jahr 1861 trat er dem Deutschen Zentralverein Homöopathischer Ärzte bei.

### Therapeutisches Konzept

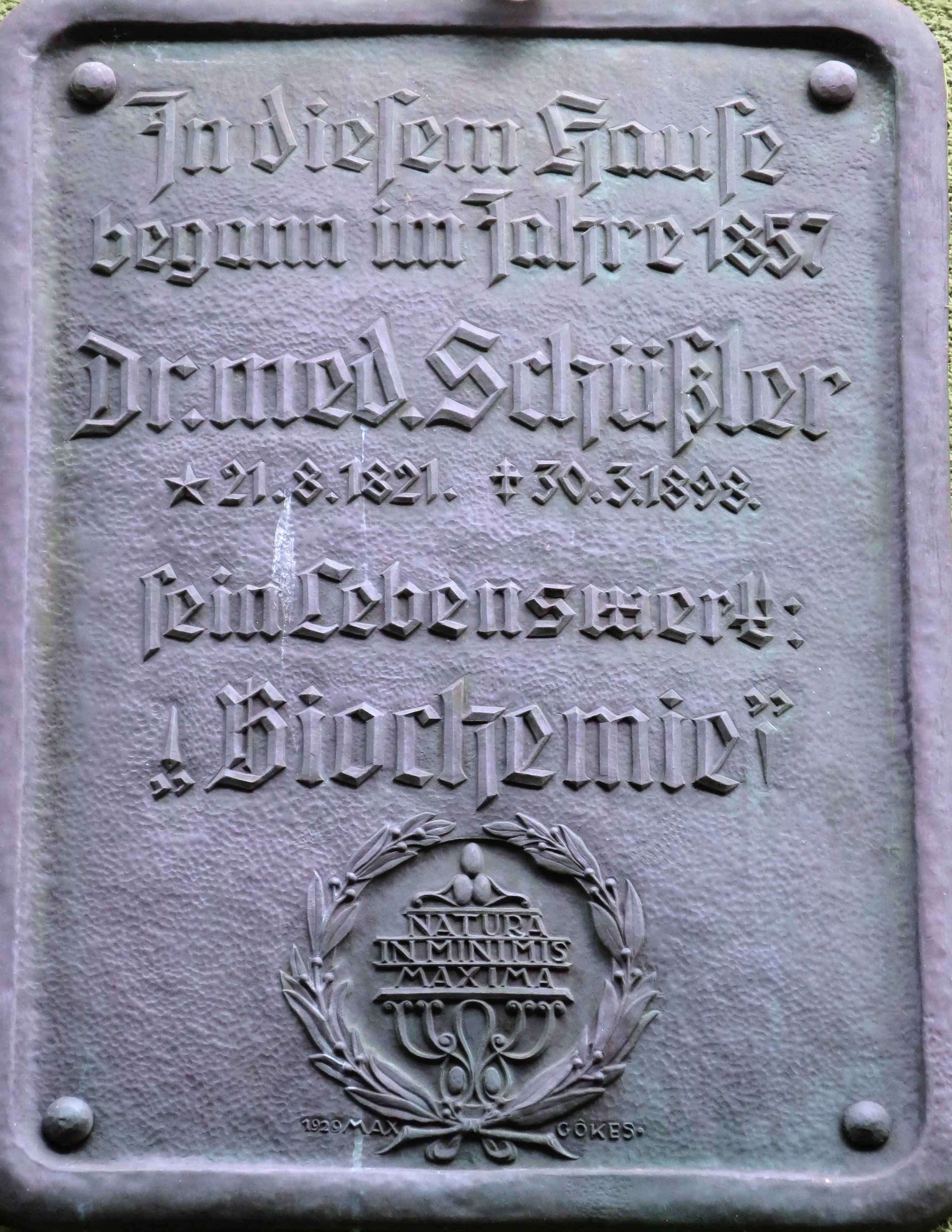
Plakette am ehemaligen Praxenhaus in Oldenburg (Kurwickstraße)

Nachdem er zunächst 15 Jahre lang als homöopathischer Arzt praktiziert hatte, entwickelte er eine Therapie, bei der Krankheiten mit verschiedenen „potenzierten“, also homöopathisch zubereiteten, Salzen behandelt werden, deren Mangel nach Schüßler die entsprechende Krankheit verursachen sollte. Im Jahr 1873 veröffentlichte er seine Theorien erstmals in der Allgemeinen Homöopathischen Zeitung, dem Zentralorgan der deutschsprachigen Ärzteschaft homöopathischer Ausrichtung, und stieß damit auf viel Skepsis und Kritik unter den Homöopathen. 1876 verließ er den Homöopathischen Zentralverein wieder und begründete dies damit, dass die dort „tonangebenden Herren meine Therapie nicht als eine homöopathische anerkennen wollen.“ Gemäß anderen Quellen trat Schüssler aus dem Zentralverein aus, weil er sich selbst nicht mehr als Homöopath identifiziert habe.
1878 schrieb er in seinem zentralen Werk Eine Abgekürzte Therapie: „Ich habe alles, durch Theorie und Praxis über die Molekularwirkung der genannten 12 Salze von mir ermittelte in ein System gebracht, und meiner Heilmethode den Namen ‚Biochemie‘ gegeben. Die Biochemie ist mit der Homöopathie nicht identisch.“ Und darin weiter: „Wer von kleinen Gaben hört, denkt gewöhnlich sofort an Homöopathie. Mein Heilverfahren ist aber kein homöopathisches, denn es gründet sich nicht auf das Ähnlichkeitsprinzip, sondern auf die physiologisch-biochemischen Vorgänge, welche sich im menschlichen Organismus vollziehen.“ Das Werk wurde in zahlreichen Auflagen, die seine Lehre in die ganze Welt trugen, veröffentlicht und in alle Kultursprachen übersetzt.

### Rezeption
Die von Schüßler erfundene Biochemie als Therapieverfahren ist nicht zu verwechseln mit der naturwissenschaftlichen Disziplin Biochemie. Die Thesen Schüßlers widersprechen den wissenschaftlichen Erkenntnissen über die Funktionsweise von Organismen und die Entstehung von Krankheiten (Pathologie). 
Sein einfaches und billiges Heilsystem brachte Schüßler eine immer größere Anhängerschaft, allerdings gerade aus den wissenschaftlichen Kreisen der Ärzteschaft auch viele Gegner, was zu Auseinandersetzungen bis hin zu Feindschaft und Verleumdung führten. Daher sah sich Schüßler immer wieder zur Herausgabe kleinerer Schriften veranlasst, die der „Richtigstellung irriger Auffassungen“ so wie der weiteren Vertiefung und Verbreitung seiner Biochemie dienen sollten.
Die Nationalsozialisten waren allerdings von der „Volksheilweise“ Schüßlers zunächst sehr angetan, insbesondere Heinrich Himmler. Ernst Klee berichtet über Versuche im Konzentrationslager Dachau, in denen bei Gefangenen durch Injektion von Erregern eine Sepsis erzeugt wurde, die man mit Schüßlers Salzen zu behandeln suchte. Diese unethischen Menschenversuche wurden von Himmler angeordnet. Aber „sämtliche Sepsisfälle kamen ad exitum.“ Himmler verlangte weitere Versuche an gesunden Häftlingen, denen Eiter injiziert wurde und die anschließend mit Schüßler-Salzen behandelt wurden – die meisten verstarben.
In den 1980er Jahren erlebte Schüßlers Biochemie im Zuge des wachsenden Interesses an alternativen Heilmethoden eine Wiedergeburt und ist insbesondere im deutschsprachigen Raum unter Alternativmedizin-Anhängern verbreitet.

### Nachruhm

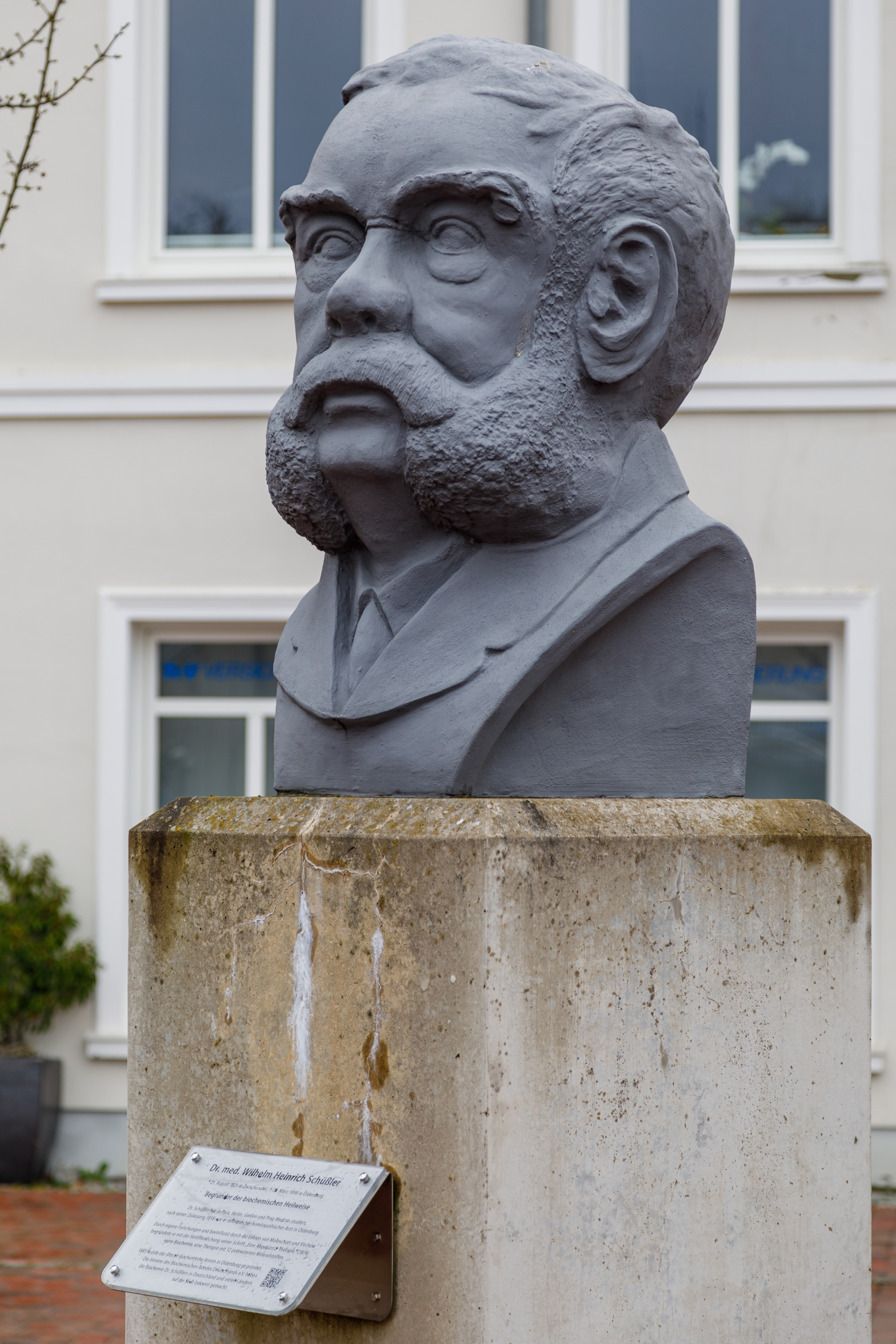
Schüßler-Büste in Bad Zwischenahn

1898 starb Schüßler an den Folgen eines Schlaganfalles. Er blieb bis zu seinem Tod Junggeselle und lebte zurückgezogen. Sein Grab befindet sich auf dem Gertrudenfriedhof in Oldenburg. Sein in seinem Leben erworbenes umfangreiches Vermögen stiftete er für konfessionsübergreifende, wohltätige Zwecke.

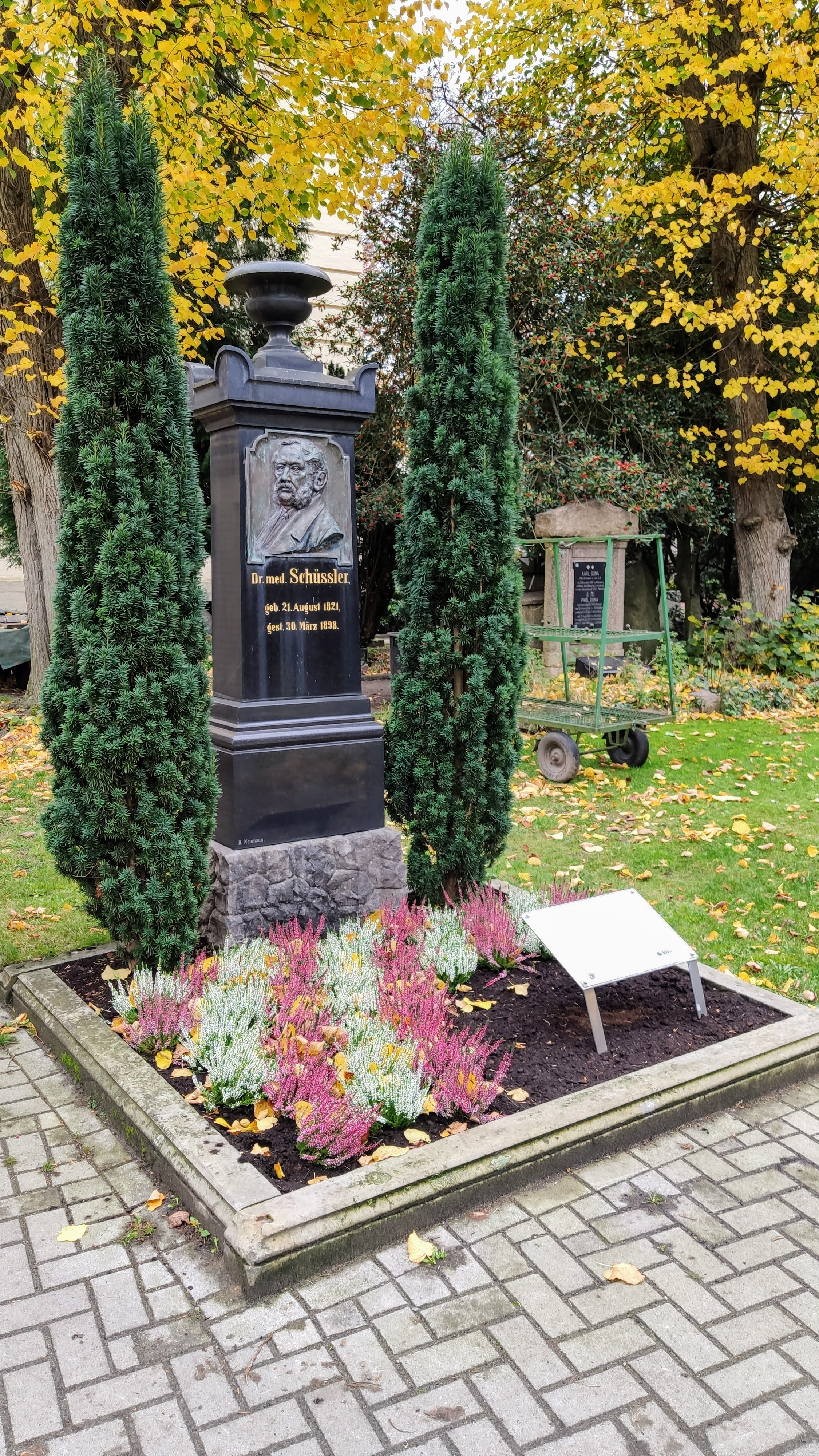
Grabmal auf dem Gertrudenfriedhof Oldenburg

1932 wurde auf dem Gelände des damaligen Stammsitzes des Madaus-Werks auf der Radebeuler Gartenstraße aus Anlass des Bundeskongresses des Biochemischen Bundes Deutschlands ein Denkmal eingeweiht, das später einer Betriebserweiterung weichen musste und von der Familie daher im unterhalb gelegenen Park auf dem nach Emil Nackes Tod erworbenen Weingut Johannisberg in Zitzschewig wiederaufgestellt wurde. Nach der Enteignung des Firmengeländes 1945 war die Schüßler-Büste in dem Teich des damaligen Madaus-Parks versenkt worden. 2007 wurde sie wiederentdeckt und zu großen Teilen ausgegraben.
In Goslar-Hahnenklee wurde ein Sanatorium nach ihm als Dr.-Schüßler-Sanatorium benannt.

## Schriften (Auswahl)
- Wie urteilt man in Oldenburg über die Homöopathie. Oldenburg, 1861.
- Populäre Darstellung des Wesens der Homöopathie. Oldenburg, 1863.
- Eine abgekürzte Therapie, gegründet auf Histologi und Cellular-Pathologie. Schulze, Oldenburg, 1874 (Digitalisat der 42. Auflage 1917, Universitäts- und Landesbibliothek Düsseldorf; Digitalisat der 46. Auflage 1922).
- Eine abgekürzte Therapie: Anleitung zur biochemischen Behandlung der Krankheiten. Schulze, Oldenburg, 1924 (Digitalisat der 49. Auflage).
- Specielle Anleitung zur homöopathischen Anwendung der physiologischen Functionsmittel. Oldenburg 1874.
- Dr. von Grauvogel’s Stellung zur „Abgekürzten Therapie“. Oldenburg, 1876.
- Die anorganischen Gewebebildner in ihrer therapeutischen Bedeutung. Oldenburg, 1876.
- Die Heilung der Diphteritis auf biochemischem Wege. Oldenburg, 1879.
- Die Cholera, vom biochemischen Standpunkte aus betrachtet. Oldenburg, 1892.
- Kneipp's Wasserkur. Gedanken darüber. Oldenburg, 1895.
- Allopathie, Biochemie und Homöopathie. Oldenburg, 1895.
- Irrige Auffassungen bezüglich der Biochemie. Richtigstellung derselben. Oldenburg, 1926.